# Сальвадор Гонсалес
Сальвадор Гонсалес (исп. Salvador González, tenente en La Bureba; ? — 1067) — кастильский дворянин, активно действовавший в районах Ла-Буреба и Бургос в середине трети XI века. Его происхождение неясно, и он, таким образом, стоит во главе своей линии, Сальвадорес. Он оставался верен правителю Кастилии на протяжении всей своей карьеры, даже когда это означало потерю позиции после того, как Ла-Буреба была приобретена соседней Наваррой.

## Семья
Хотя имя Отца Сальвадора обозначается его отчеством (Гонсалес означает «сын Гонсало»), современные историки расходятся во мнениях относительно его личности. В результате Сальвадор является самым ранним известным представителем своей линии, названным впоследствии Сальвадоресом (или сальвадорцами). По словам Маргариты Торрес, Гонсало, вероятно, был Гонсало Гарсия, сын графа Гарсии Фернандеса Кастильского и графини Авы Рибагорсы. Гонсало Мартинес Диес считает эту родословную невозможной. Хусто Перес де Урбель пишет, что родословная, вероятно, происходит от второй жены Фернана, Урраки Гарсес. Есть некоторые ономастические свидетельства в поддержку позиции Переса де Урбеля. Документ, датированный 994 годом, подписан неким Сальвадором Пересом, сыном Педро Фернандеса, возможного сына Фернана Гонсалеса и Уррака Гарсеса.
Считается также, что Сальвадоресы связаны с домом Лары, возможно, через брата Сальвадора, графа Мунио Гонсалеса. Сын Мунио, Гонсало Муньос, является самым ранним представителем рода Лара.
Где-то до 1047 года (вероятно, до 1042 года) Сальвадор женился на Мумадоне Альварес, возможно, сестре Нуньо Альвареса де Карасо. У них было два сына, Гонсало Сальвадорес и Альваро Сальвадорес, названные в честь его отца и ее отца соответственно , и третий сын, Мартин Сальвадорес.

## Владения в Ла-Буребе
Сальвадор Гонсалес впервые появляется в исторических записях, когда он подписал в качестве свидетеля официальное усыновление некой доньи Гото в качестве наследников короля Санчо Гарсеса III Памплонского и его королевы Мунии Санчес 1 января 1031 года. Все поместье Гото состояло из 38 вилл, многие из которых находились в Ла-Буребе. Первая хартия, в которой он появляется, таким образом, наводит на мысль о власти и положении Сальвадора в Ла-Буребе. Он, возможно, держал этот регион в качестве феода от имени короны, как позже сделали бы его потомки. Усыновление доньи Гото произошло вскоре после смерти последнего графа Кастилии, Гарсия Санчес, в 1028 году, когда король Санчо захватил графство и назначил графом своего сына Фернандо, племянника Гарсии. Сальвадор и его брат Мунио были верными сторонниками короля Санчо. В 1033 году Сальвадор и его брат подтвердили пожертвование короля монастырю Сан-Сальвадор-де-Онья, с которым Сальвадоресы должны были поддерживать прочные связи.
После смерти короля Санчо III в 1035 году Сальвадор решил служить Фернандо, графу кастильскому, а после 1037 года — королю Леона, а не Гарсии Санчесу III, наследнику Санчо в Памплоне. Поскольку Ла-Буреба, исторически принадлежавшая Кастилии, перешла к Памплоне после 1035 года, основная деятельность Сальвадора переместилась на запад, в район Бургоса и монастыря Сан-Педро-де-Карденья. 1 июля 1042 года он стал свидетелем пожертвования короля Фернандо епископу Гомесу Бургосскому. Однако он все еще сохранял некоторые владения в Буребе. 25 мая 1040 года он находился в вилле в Арребе, недалеко от Валье-де-Мансанедо, от имени короля Гарсии, ибо в тот день король пожаловал Арребу и многие другие владения в качестве приданого своей жене Стефании.

## Активность вокруг Бургоса
Сальвадор был близким соратником Сан-Педро-де-Карденья, регулярно наблюдая за их экономическими сделками. (Все эти сделки касались земель к югу от Сьерра-де-Атапуэрка и, следовательно, в Кастилии.) Хотя он впервые стал свидетелем Карденской хартии 9 апреля 1032 года, он тесно сотрудничал с монастырем только в течение десятилетия между 1047 и 1058 годами. 1 июля 1047 года он и его жена составили завещание в пользу монастыря. 27 октября он подтвердил пожертвование своих родственников, Нуньо Альвареса и его жены Годо. 14 апреля 1048, 14 апреля 1050 и 14 апреля 1052 года он подтвердил некоторые частные сделки епископа Гомеса. 3 августа 1048 года его подпись «укрепила» (roboravit) частную покупку аббата Доминго из Карденьи. Его подтверждение также было сказано, чтобы «укрепить» покупку епископом Гомесом земли близ Бургоса 13 августа 1052 года. 15 мая 1050 года он подтвердил передачу епископом некоторых вотчинных владений Карденье, а 31 августа стал свидетелем дарственной короля и королевы Санчи на два монастыря епископу Гомесу и аббату Доминго. 26 ноября 1054 года некая Бейла Обекоз совершила продажу епископу, и Сальвадор подтвердил это. 6 июня 1056 года он подтвердил продажу священнику Химено.
14 ноября 1058 года Нуньо Альварес составил завещание, согласно которому имущество в Буниеле и Ибеасе, в том числе и в других местах, было передано аббату Сисебуто из Карденьи ради спасения души его покойной жены. Это была последняя Карденская хартия, засвидетельствованная Сальвадором, хотя в хартии 1063 года содержится косвенная ссылка на Сальвадора. После этого его сыновья стали играть более заметную роль в Кастилии. 31 августа 1056 года Сальвадор и его сын Гонсало подтвердили пожертвование Фернандо монастырю Онья — как Сальвадор и его брат сделали в случае пожертвования отца Фернандо в 1033 году. В 1062 году они оба подтвердили пожертвование в Сан-Мильян-де-ла-Коголья.

## Смерть и погребение
После смерти короля Фернандо в 1065 году Сальвадор остался верен своему преемнику в Кастилии Санчо II, хотя это означало, что в Ла-Буребе по-прежнему не было власти. В 1067 году Кастилия приобрела Ла-Буребу в войне с Памплоной. Сальвадор, вероятно, вернулся бы в свое прежнее жилище, если бы не умер примерно в то же время. 11 декабря король Санчо II посетил монастырь Сан-Сальвадор-де-Онья, где был похоронен Сальвадор, и присоединил к нему монастырь Тарталес, предоставив почетное место среди свидетелей пожертвований двум сыновьям Сальвадора. Его сын Гонсало также был похоронен там в 1083 году, как и сын Гонсало Гомес Гонсалес (умер в 1111 году) и внук Родриго Гомес (умер в 1146 году). На могиле Гонсало изображен скульптурный орел, тот же самый мотив, который появляется на могиле аббатисы Тригидии, дочери графа Санчо Гарсии Кастильского, и это еще одно свидетельство тесной связи между двумя родами.
Сальвадор никогда не носил титула «граф», который стал ассоциироваться с теми дворянами, которые были особенно близки к королевскому двору. Вместо этого он обычно назывался старшим (господин, откуда сеньор), типичный стиль в Ла-Буребе . В документах из Карденьи он обычно именуется домно (господин, откуда дон).